# Nicolas François Roussel d'Hurbal
Nicolas François Roussel d'Hurbal, né le 7 septembre 1763 à Neufchâteau et mort le 25 mars 1849 à Saint-Germain-en-Laye, est un général français de la Révolution et de l'Empire.
Il effectue la majeure partie de sa carrière militaire au service de la monarchie des Habsbourg, de 1782 à 1811, et combat comme officier de cavalerie pendant les guerres de la Révolution française. Promu au grade de lieutenant-colonel en 1804, il gagne ensuite ses épaulettes de colonel en 1807 et reçoit le commandement d'un régiment de cuirassiers. Il se distingue particulièrement aux batailles d'Essling, à la suite de laquelle il est nommé général-major, et de Wagram où il est à la tête d'une brigade de cuirassiers. Retiré du service, il se rallie à Napoléon en 1811 avec le grade de général de brigade. L'année suivante, Roussel prend part à la campagne de Russie au sein du 1er corps de cavalerie de la Grande Armée, et est promu général de division en décembre. 
Peu après, il participe aux campagnes d'Allemagne et de France puis jure allégeance à Louis XVIII sous la Première Restauration. Le retour de Napoléon en 1815 incite le général à rejoindre une nouvelle fois l'Empereur, qui lui confie une division de cavalerie lourde avec laquelle Roussel charge à Waterloo. Il quitte par la suite le service actif et devient inspecteur-général de la cavalerie. Son ultime fait d'armes intervient en 1823, en tant que commandant d'une division de cuirassiers pendant l'expédition d'Espagne.

## Biographie

### Au service du Saint-Empire
Né le 7 septembre 1763 à Neufchâteau, dans les Vosges, Roussel d'Hurbal entre comme cadet au régiment d'infanterie autrichien de Kaunitz le 1er janvier 1782. Trois ans plus tard, le 8 février 1785, il est transféré dans la cavalerie, où il demeure jusqu'à la fin de sa carrière. Il est d'abord incorporé au régiment de chevau-légers Vincent et gagne ses galons de sous-lieutenant. Il passe ensuite lieutenant en premier dans le régiment des dragons de Latour, le 13 octobre 1789, au sein duquel il effectue son baptême du feu au cours des guerres de la Révolution française. Une balle le blesse le 2 mars 1793, à la bataille de Aldenhoven. Au fil des ans, Roussel s'élève peu à peu dans la hiérarchie militaire : il est successivement promu capitaine en second le 20 avril 1793, capitaine le 1er mars 1797, major le 1er mars 1802 et lieutenant-colonel du régiment de Latour le 2 septembre 1804.

### 1805-1809: les deux campagnes d'Autriche

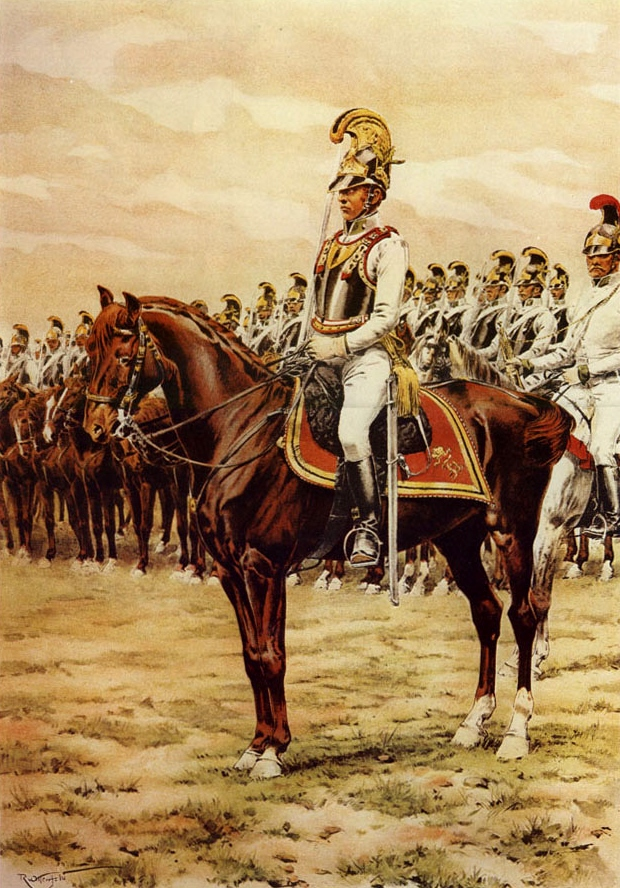
Cuirassiers autrichiens, 1815. Roussel commande un de leurs régiments en 1807, puis toute une brigade en 1809. Illustration de Rudolf Otto von Ottenfeld.

L'année 1805 voit Roussel d'Hurbal combattre à plusieurs reprises contre les Français. Toutefois, au mois de décembre, l'Autriche quitte la troisième coalition et signe une paix séparée avec la France après la défaite d'Austerlitz. Le nouvel Empire autrichien reste ainsi à l'écart de la quatrième coalition de 1806 à 1807. Durant cette période de paix, Roussel d'Hurbal est nommé colonel commandant du régiment de cuirassiers Moritz Liechtenstein le 1er janvier 1807.
Au début de 1809, l'Autriche déclare une nouvelle fois la guerre à Napoléon. Le colonel Roussel d'Hurbal joue un rôle important dans la demi-victoire autrichienne d'Aspern-Essling. Au deuxième jour de la bataille, le 22 mai, il reçoit un coup de sabre qui fend son casque, mais ne provoque pas une blessure suffisamment grave pour l'empêcher de tenir son commandement. Le lendemain il est promu au grade de général-major et est placé à la tête d'une brigade de cavalerie lourde forte d'environ 1 000 sabres, composée du 3e régiment de cuirassiers Herzog Albert et du 2e cuirassiers Erzherzog Franz. La brigade Roussel est fortement engagée à la bataille de Wagram, les 5 et 6 juillet 1809, qui s'achève sur une victoire décisive des troupes de Napoléon.

### Rallié à Napoléon
À la suite du traité de Schönbrunn, Roussel d'Hurbal démissionne de l'armée en octobre 1810 et prend sa retraite le 1er avril 1811. Il décide cependant de se rallier à la France et propose ses services à Napoléon, qui les accepte en juillet de la même année et donne à Roussel le grade de général de brigade, un rang équivalent à celui qu'il a tenu dans l'armée autrichienne. L'Empereur, à cette période, se prépare à une guerre imminente avec la Russie. Roussel d'Hurbal est nommé inspecteur et commandant du 9e régiment de chevau-légers lanciers le 3 août 1811, puis commandant du 8e lanciers polonais le 1er mai 1812. Il passe ensuite à l'état-major du 1er corps de la Grande Armée, et le 1er juin 1812 il prend le commandement de la 4e brigade de la division de cavalerie du général Bruyères. Celle-ci est appelée à faire partie du 1er corps de cavalerie de Nansouty pendant la campagne de Russie. La division Bruyères charge à la bataille de la Moskova le 7 septembre 1812, où Roussel d'Hurbal a la jambe gauche meurtrie par un boulet. Deux mois plus tard, le 4 décembre, il est nommé général de division ― le plus haut grade militaire de l'armée française. En février 1813, il est placé à la tête d'un régiment formé à partir des débris du 2e corps de cavalerie. Le 19 avril il reçoit le commandement de la 2e division de cavalerie légère, fraîchement organisée au sein de l'armée française de l'Elbe. À la bataille de la Katzbach le 26 août, le général est renversé de son cheval et a une parcelle du crâne enlevée par un coup de sabre. N'étant plus en mesure d'assurer ses fonctions, il est autorisé à prendre un congé pour maladie. Il est titré baron de l'Empire en reconnaissance de ses services le 28 septembre 1813.

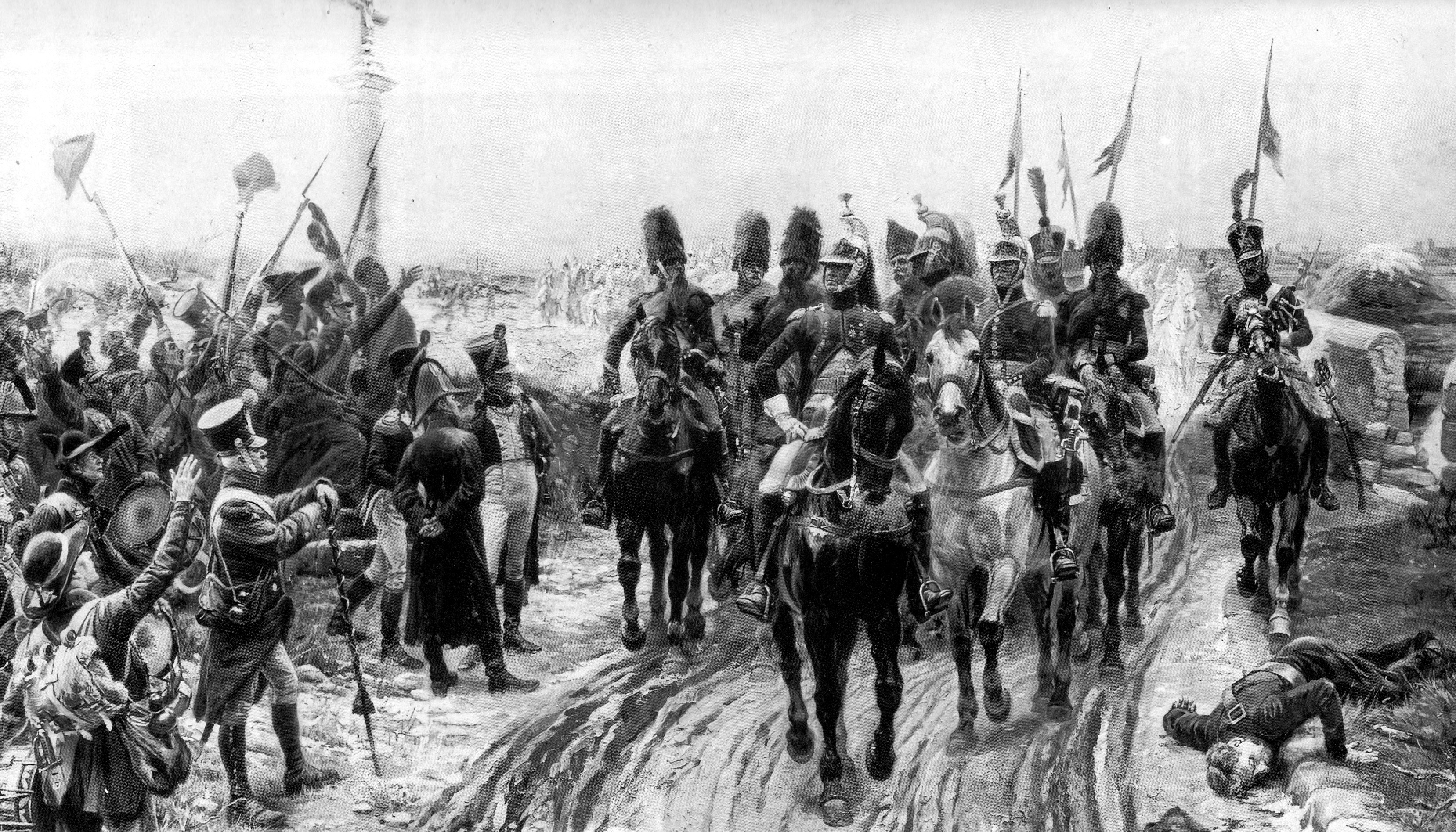
Le retour des dragons d'Espagne en 1814, par Alphonse Lalauze. Ces cavaliers aguerris, qui forment l'intégralité de la division de cavalerie du général Roussel, s'illustreront tout au long de la campagne.

Roussel d'Hurbal reste en retrait de la vie militaire jusqu'en janvier 1814, date à laquelle il est affecté au poste d'inspecteur-général du dépôt de cavalerie de Versailles. Un mois plus tard, le 11 février, il est nommé à la tête du quartier de Fontainebleau. C'est seulement quelques jours après, le 19 février, qu'il reçoit le commandement de la 6e division de cavalerie, une unité composée entièrement de dragons appartenant au 6e corps de cavalerie du général Kellermann. Le 23 février, sa division est détachée auprès du 2e corps d'armée. Alors que l'Empereur marche contre les Prussiens, Roussel charge les lanciers russes et les cosaques à Sézanne, et se voit adresser à cette occasion les compliments de Napoléon qui le retient seul à déjeuner le lendemain. Les dragons de Roussel mènent également une charge remarquable à la fin de la bataille de Craonne, où leur intervention permet à Nansouty de rejeter la cavalerie russe de Vassiltchikov. Quelques jours après, à la bataille de Laon, le général Belliard entraîne les escadrons de Roussel sur l'infanterie russe en retraite aux abords des villages d'Étouvelles et Chivry, mais doit rétrograder sous le feu des canons ennemis installés sur les hauteurs. Le 5 avril, après la chute de Paris, Roussel d'Hurbal conduit sa division à Évreux dans le cadre de la défection des troupes du maréchal Marmont, qui a signé l'acte de capitulation avec les Coalisés.

### Les Cent-Jours et la monarchie
Avec l'avènement de la Première Restauration, Roussel d'Hurbal est désigné au poste d'inspecteur-général le 1er juin 1814, avec pour mission de réorganiser la cavalerie dans les 6e et 19e divisions militaires. Le 30 décembre, il est inspecteur-général de la cavalerie. En mars 1815, Napoléon débarque sur les côtes françaises depuis l'île d'Elbe. Roussel reçoit l'ordre de se rendre à Lyon et de s'y placer sous les ordres du comte d'Artois. L'armée royale se montre cependant incapable d'enrayer la marche de Napoléon sur Paris : l'Empereur fait son entrée dans la capitale sans opposition et reprend le pouvoir le 20 mars. Roussel d'Hurbal le rejoint, et le 8 avril il prend la tête de la 2e division de cavalerie de réserve, basée à Metz. Le 3 juin, il passe au commandement de la 12e division de cavalerie lourde du 3e corps de cavalerie du général Kellermann. La division Roussel est au cœur des combats du 18 juin, à la bataille de Waterloo, où son chef est blessé. Quelque temps plus tard, celui-ci dirige temporairement l'ensemble du 3e corps de cavalerie à la place de Kellermann.
Louis XVIII revient au mois de juillet, et Roussel est placé en traitement de non-activité le 1er août avant de prendre sa retraite le 9 septembre. Le général n'en reste pas moins en faveur à la Cour, recevant par la suite la charge d'inspecteur-général et le titre de gentilhomme de la Chambre du roi. En 1822, il est fait vicomte. Il participe également à l'expédition d'Espagne en 1823 avec une division de cuirassiers, et est nommé à son retour gouverneur de la Corse. Mis en disponibilité en 1830 et retraité en 1832, Nicolas François Roussel d'Hurbal meurt le 25 mars 1849 à Saint-Germain-en-Laye.

## Titres, honneurs et hommages
Le général Roussel d'Hurbal est titré baron sous le Premier Empire, puis vicomte par le roi. Récipiendaire de la Légion d'honneur, son nom est gravé sur l'arc de triomphe de l'Étoile à Paris. Dans une lettre, Joseph Bonaparte dit de lui qu'il est un « bon général de cavalerie ».